# 武田物外
武田 物外（たけだ もつがい、 寛政7年（1795年）3月 - 慶応3年11月25日（1867年12月20日））は幕末の曹洞宗の僧侶、武術家。「拳骨和尚」の名で知られる。不遷流柔術の開祖。不遷は法諱である。号、物外。泥仏庵とも。5トンもの釣り鐘を自力で何度も動かしたとの逸話が残るほどの怪力の持ち主で、幼いころから数々の逸話が知られている。晩年は長州の「勤王の志士」たちと交流し、第一次長州征伐の調停役としても活躍した。俳諧をよくし、句集『壬子扁大』がある。

## 年譜
- 寛政7年3月（1795年）、伊予松山藩士、三木平太夫信茂の長男として生まれる。母は同家中森田太兵衛の娘で、お風呂女として上がったときに藩主松平定直の手が付いたという落胤説があるが、講談風の脚色とみられる。幼名、寅雄、吉次郎。寅の年、寅の月、寅の日、寅の刻に生まれたので幼名が寅雄であるともいう。寅年とすると寛政6年であるが、これも物外の怪力にかこつけた俗説とみられる。
- 寛政11年5月7日（1799年）、5歳（数え年以下同じ）のとき松山の龍泰寺の小僧となる。このころからすでに手に負えないいたずら者だったらしい。
- 文化3年（1806年） 12歳のとき、伝福寺の観光和尚に引き取られ、弟子となって広島に移る。夜は道場通いに励み、多くの武術を習得する。土地の方言で腕白のことを塩辛といい、物外は「塩辛小僧」として名が売れはじめた。翌年、広島藩主浅野家の菩提所、国泰寺に移る。
- 文化6年3月（1809年）、遊び仲間同士の口論から、大がかりな合戦を計画するが、事前に発覚。物外は一方の旗頭であったことが判明して勘当、放逐となる。合戦場所とされた茶臼山を役人が検分したところ、陣立てや地雷などの仕掛けが本格的であることに驚き、「塩辛小僧」を役所へ呼び出して取り調べると、物外は『太閤記』を読んで工夫したと答えたという。
- 文化7年（1810年）、16歳で大坂に出て、托鉢修行する。この間、儒学を学ぶ。
- 文化9年（1812年）、18歳で雲水となり、諸国を遍歴する｡この間、 岡山永祥寺、越前永平寺、宇治興聖寺などに滞在。
- 文政2年（1819年）、江戸に出て、駒込吉祥寺の加賀寮に入る｡
- 文政4年（1821年）、27歳で山口瑠璃光寺の東林和尚に随って立職、長老となる｡後年の志士たちとの交流は、これが機会となったと考えられる。
- 文政5年（1822年）、28歳で広島、伝福寺観光和尚のもとに帰る。
- 文政11年（1828年）、34歳。尾道済法寺住持となる｡以後、物外の高名を伝え聞き､不遷流の指導を受ける者が増える｡
- 天保5年（1834年）、40歳。玉野浦で雨乞い｡
- 文久元年（1861年）、67歳。このころ、本因坊秀策と中四国道を同道、金比羅参りをしたという逸話がある。
- 元治2年（1865年）、71歳で隠居。改元して慶応元年、物外は第一次長州征伐の調停役を依頼され、願書をしたためて朝廷に奉呈する。このとき、何の沙汰もなかったため、門弟の田辺虎次郎を連れて上京、田辺に願書を持たせて直訴させた。田辺は捕えられたが、願書の上呈には成功、孝明天皇に召されて、直接に願書の意を奏上する機会を得たという。
- 慶応3年11月25日（1867年）、海路で尾道への帰途中、大坂の旅館福島屋で没。享年73。

## 物外の武術
柔術は高橋猪兵衛満政について習った難波一甫流柔術である。物外自身は不遷流を称した。
鎖鎌は山田流、槍術は宝蔵院流、馬術は大坪流であった。武芸中、もっとも得意としたのは鎖鎌だったという。
出雲国宗泉寺に滞在中、松江藩の直信流柔道第10代師範、石原左伝次の門人、小倉六蔵（後の第11代師範、堤六太夫重正）が、物外と試合して勝った。「雲藩の柔道は強いわい」と、さすがの物外も舌を巻いたという。松江での伝承なので自藩に有利な内容に伝えている可能性もあるが、事実だとすれば物外が試合して敗れたという唯一の例である。
芸州に滞在していた戸塚派揚心流の柏崎又四郎と一般観覧の下で試合し僅か一二合で柏崎に倒されたという。

## 物外の逸話

### 雲水のころ
- 永平寺の学寮にいた頃の話である。ある朝、誰の仕業か、寺の釣鐘が下ろされていた。朝夕の行事の合図の鐘を鳴らすことができないため、困った雲水たちが総がかりで吊り直そうとしたが、鐘はびくともしない。そこへ物外がやってきて、「うどんをごちそうしてくれたら上げてやる」と言った。これを雲水たちが了承すると、物外は独りで軽々と鐘を持ち上げて、元の位置に釣下げた。「犯人」はむろん物外で、その後もうどんが食べたくなると、釣鐘を下ろしておいたという。永平寺には物外の手形のついた柱があり、指の痕が4本まで判然としていたと伝わる。

- 加賀の大乗寺では、「安芸の物外」といわれ、寺の柱を持ち上げて下に藁草履を履かせるなど、凝った悪戯をした。あるとき、寄食している雲水たちと役僧たちとで大喧嘩になり、これを取り鎮めるために寺の大旦那だった本多安房守が兵を差し向けた。しかし、兵の誰ひとりとして物外にかなう者がなく、片っ端から物外に本堂に投げこまれ、入り口の扉を閉められてしまった。大乗寺には3人がかりでないと動かないほどの大木魚があったが、このとき物外は独りでこれを投げつけて、割れ目を作ったという。この大木魚は現存する。

- 金沢滞在中、加賀前田家に新規召抱えになった、戸田流を創始した戸田越後守と力比べして決着がつかず、引き分けたという話が残る。勝負は橋の上で始まったが、橋の欄干が壊れて二人とも墜落した。しかし落下した河原でも組み合いが止まらず、河原の小石が十間から二十間も掘られたという。

### 江戸で
- このころ、物外が浅草の古道具屋で碁盤を買ったという逸話がある。物外が碁盤を気に入り、「いくらだ」と尋ねると、店主は「一両二分でございます」と答えた。「いま金を持っていないから、後でもらいに来る。それまで他人に売らないでくれ」と物外が頼むと、店主は「何か、手付けでもいただければ」と催促した。「ああそうか、では」と物外は、碁盤を裏返して殴りつけた。「これならよかろう」。見ると、碁盤に拳骨の痕が付いていた。その後も物外は拳骨の痕のついた碁盤を何枚か残している。

- 同じころ、芝近辺に出没する三人組の辻斬りを懲らしめたり、刀のこじりが当たったことが原因で真剣勝負の決闘に及んだ会津、肥後の侍を調停したりしている。

### 物外の雨乞い
- 天保年中に日照りがつづいたとき、農民たちが物外に雨乞いを頼んだ。「よし」といって、物外は済法寺の鐘をはずして吉和村の海岸にかつぎ出した。二隻の船の間に鐘を繋いで海上に浮かべ、17日間昼夜を分かたず祈願した上で、今度は褌ひとつで鐘の竜頭に手をかけ、大喝して、二、三間も遠くの沖へ投げ込んだところ、沛然と雨が降り出したという。「物外さんの雨乞いは、効き目がある」ということになり、それからも日照りがあるたびに、物外は農民たちから雨乞いを頼まれるようになった。海中に投げ込まれた鐘はその後、漁師の網にかかって戻って来たが、鐘のイボが8個欠けていた。物外は「八大竜王が一個ずつ受納されたのだろう」といって村人を感心させたという。

### 済法寺時代
- ある日、備後三原城主・浅野甲斐守が床の間の掛軸を変えるために絵師を呼んで絵を描かせた。絵師は太陽を背に羽ばたく一羽の雁を描いたが、甲斐守は喜ぶどころか「雁は群れをなして飛ぶもの。一羽で飛ぶとは謀反の兆しであり縁起でもない」と機嫌を悪くしてしまった。絵師も家臣も困り果ててしまったが、たまたま三原城へ参殿していた物外がその絵に「初雁や　またあとからも　あとからも」と賛を入れた。物外の賛を読んだ甲斐守の機嫌はたちまち直り、絵は無事床の間に飾られることになった。

- 嘉永元年（1848年）、文人画の名手として知られた貫名海屋が物外を訪問して力業を見せてもらいたいと頼んだ。物外は寺の裏の竹林に入り、素手で竹の枝葉をしごき落とし、指先で拉いで襷掛けし、門人と剣術をして見せた。次に、物外の腰に船のとも綱を巻き付け、4人の相撲取りにをこれを持たせて力の限りに引っ張らせたが、物外はビクともしなかったという。

- 同じころ、九州から武者修行者が済法寺へやってきた。和尚と対面してお茶を喫み、雑談をしていたところ、武士はいきなり手にした茶碗を鷲づかみにして、砕いてみせた。そこで物外が自分の茶碗を指3本で3度回し、指先で茶碗を微塵に砕いて見せたところ、武士は降参して帰った。

- 済法寺の門前に高さ2尺余、幅3尺、長さ7尺ほどの花崗岩の手水鉢がある。ある日、物外が中庭の掃除をしているとき、ひとりの武者修行者が訪ねてきた。「物外和尚は御在宅でござるか」と聞くので、またか、と面倒くさくなった物外は、「ただいま不在であります」と答え、左手で手水鉢の一角をもち上げ、右手の箒で石の下のゴミを掃き出した。見ていた武士は驚いて退散した。

- 尾道では、船着場の仲仕たちと賭をして、米俵16俵を一肩で担いだという。尾道から大坂に向かう荷船を海中で引き留め、舞子の浜まで引き上げて乗せてもらったという話もある。

### 近藤勇との対決
- 国立国会図書館近代デジタルライブラリー『物外和尚逸傳』（高田道見 明治37年）第十武藝　58ページ によれば、物外が京の町を托鉢中、新選組の道場を覗いていたところを隊士が目をつけ、からかい半分で強引に道場に連れ込んだ。ところが、物外は手にした如意で隊士たちを次々に叩き伏せてしまった。「やめろ、やめろ。君たちの手に負える坊様じゃない」と、見ていた近藤勇が出てきた。近藤が名乗って、竹刀での立ち合いを望んだところ、物外は「坊主に竹刀は似合わんでな。如意がいやなら、この椀でお相手つかまつろう」と、ずだ袋から托鉢用の木椀を二つ取り出した。新選組の近藤と聞いてなおこの反応に、ムッとした近藤勇、それならばと槍を取る。物外は右腕を正眼に突き出し、左腕は斜めに振り上げた。指先で一つずつ、木椀の糸底をつまんでいる。「さあ、どこからでも突いておいで」。いくら酔狂な坊主でも抜き身の槍を見れば震え上がるだろうと思っていた近藤のまなじりに、怒気が上ってきた。「ええ、口幅ったいやつだ」。大喝とともに槍をくり出すが、物外、ひょいと身をかわして、突き出された槍のけら首を木椀で挟み込んだ。近藤が引こうが、突こうが、動かばこそ。満身の力を込めて引っぱるところ、機を見て物外が木椀をはずすと、近藤は自分の力で二、三間も後ろへ飛ばされ、道場の床板に尻餅をついたという。

## 参考書籍
- 『日本剣豪100選』（綿谷雪著、秋田書店）
- 『物外和尚逸傳』 - 国立国会図書館 高田道見 明治37年、東京芝区愛宕町　仏教館発行（この記事及び『拳豪伝』の元となった物外のエピソード集）
- 『豪僧拳骨後の物外和尚』 - 国立国会図書館　玉田玉秀斎　講演　山田唯夫　記録
- 物外を扱った小説に、津本陽『拳豪伝』（講談社 1988年　ISBN 4061843400）がある。